# Pichia
Pichia E.C. Hansen – rodzaj mikroskopijnych grzybów zaliczany do klasySaccharomycetes. Nazwa nadana została dla uczczenia włoskiego botanika Pico Pichi (1862–1933).

## Charakterystyka
Pichia to jednokomórkowe grzyby drożdżopodobne o komórkach kulistych, eliptycznych lub podłużnych, charakteryzujące się wielostronnym pączkowaniem, zdolnością do wykorzystania azotanów i wytwarzaniem askokonidów w kształcie kapelusza. W wyniku długoletnich badań nastąpiły duże zmiany w taksonomii tego rodzaju. Odkryto wiele nowych gatunków, stwierdzono, że rodzaj ten był polifiletyczny i rozbito go na wiele nowych rodzajów. Najbardziej znany gatunek Pichia pastoris został przeniesiony do innego rodzaju i obecnie jest to Komagataella pastoris.
Gatunki Picha morfologicznie są bardzo podobne, ich rozróżnianie odbywa się głównie za pomocą metod biologii molekularnej i analizy DNA.

## Systematyka i nazewnictwo
Pozycja w klasyfikacji według Index Fungorum: Saccharomycetaceae, Saccharomycetales, Saccharomycetidae, Saccharomycetes, Saccharomycotina, Ascomycota, Fungi.
Synonimy nazwy naukowej: Azymohansenula E.K. Novák & Zsolt,
Byrrha Bat., F. Monnier & J.S. Silveira,
Hansenula Syd. & P. Syd.,
Mycoderma Desm.,
Mycokluyveria Cif. & Redaelli,
Petasospora Boidin & Abadie,
Pichia subgen. Zygopychia Klöcker,
Willia E.C. Hansen,
Willia subgen. Zygowillia Klöcker,
Zygohansenula Lodder,
Zygopichia (Klöcker) Kudryavtsev,
Zygopichia E.K. Novák & Zsolt,
Zygowillia (Klöcker) Kudryavtsev,
Zymopichia E.K. Novák & Zsolt.
Niektóre gatunki:
- Pichia barkeri Phaff, Starmer, Tredick & V. Aberdeen 1987
- Pichia cactophila Starmer, Phaff, M. Miranda & M.W. Mill. 1978
- Pichia cecembensis Bhadra, R.S. Rao & Shivaji 2007
- Pichia deserticola Phaff, Starmer, Tredick & M. Miranda 1985
- Pichia eremophila (Phaff, Starmer & Tredick) Kurtzman, Robnett & Bas.-Powers 2008
- Pichia exigua (Phaff, M.W. Mill. & M. Miranda) Kurtzman, Robnett & Bas.-Powers 2008
- Pichia fermentans Lodder 1932
- Pichia garciniae Bhadra & Shivaji 2008
- Pichia membranifaciens (E.C. Hansen) E.C. Hansen 1904
- Pichia norvegensis Leask & Yarrow 1976

(na podstawie Index Fungorum.)